# Државни пут 20
Државни пут 20 је државни пут IБ реда у северној Србији.